# (33271) 1998 HS101
1998 HS101 (asteroide 33271) é um asteroide da cintura principal. Possui uma excentricidade de 0.16385750 e uma inclinação de 19.25496º.
Este asteroide foi descoberto no dia 28 de abril de 1998 por LINEAR em Socorro.